# Kamomillraggvivel
Kamomillraggvivel (Pseudostyphlus pillumus) är en skalbaggsart som först beskrevs av Leonard Gyllenhaal 1836.  Kamomillraggvivel ingår i släktet Pseudostyphlus, och familjen vivlar. Enligt den finländska rödlistan är arten nationellt utdöd i Finland. Arten är reproducerande i Sverige. Artens livsmiljö är ruderatmarker, vägrenar och banvallar.

## Bildgalleri

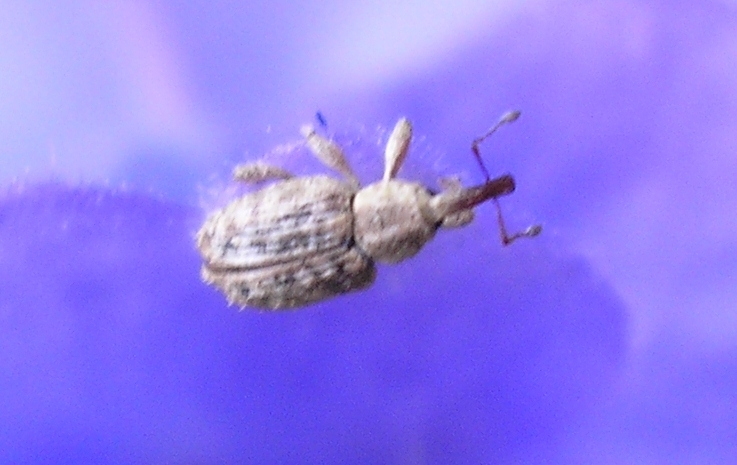